# Virginia Ramblers Orchestra
Das Virginia Ramblers Orchestra war eine US-amerikanische Stringband. Sie wurde durch Auftritte in der Grand Ole Opry bekannt.
Laut Charles K. Wolfe sind über das Virginia Ramblers Orchestra keine weiteren Informationen bekannt. Wolfe erwähnt in seinem Buch A Good-Natured Riot: The Birth of the Grand Ole Opry das Orchester als Mitglieder der Opry im Jahr 1928. Drei Jahre zuvor, im Januar 1925, war die Show erstmals mit Uncle Jimmy Thompson über WSM auf Sendung gegangen und entwickelte sich fortan neben WLS‘ National Barn Dance zur bekanntesten Country-Show des Landes. In der frühen Phase der Opry, von 1925 bis ungefähr 1935, traten viele obskure Gruppen dort auf, zu denen das Virginia Ramblers Orchestra ebenfalls gehörte. Auch bis heute unentdeckte Aufnahmen unter anderem Namen sind möglich.